# Stráž (powiat Tachov)
Stráž (niem. Neustadtl) – gmina w Czechach, w powiecie Tachov, w kraju pilzneńskim. Według danych z dnia 1 stycznia 2013 liczyła 1 108 mieszkańców.

## Podział gminy
- Stráž
- Bernartice
- Bonětice
- Bonětičky
- Borek
- Dehetná
- Jadruž
- Olešná
- Souměř
- Strachovice
- Valcha